# Shuumatsu no Izetta
Shuumatsu no Izetta (яп. 終末のイゼッタ Сю:мацу но Идзэтта, «Последняя ведьма Изетта», также Izetta, Die Letzte Hexe) — аниме-сериал режиссёра Масаи Фудзимори, выпускавшийся студией Ajia-do Animation Works с 1 октября по 17 декабря 2016 года.

## История создания
10 июня 2016 года было объявлено о выходе нового аниме Shuumatsu no Izetta, выход которого запланирован на октябрь 2016 года, а также был запущен официальный сайт и демонстрация первого трейлера и постера с главной героиней.
1 июля на официальный сайт был добавлен второй трейлер, а также было объявлено, что аниме будет транслироваться по каналам Tokyo MX и AT-X.
10 августа официальный сайт пополнился третьим трейлером к аниме Shuumatsu no Izetta, а также был добавлен раздел с двумя главными персонажами, описанием сюжета и новым постером.
2 сентября в официальный сайт добавили четвёртый трейлер с представлением второстепенных персонажей данного аниме, а также был дополнен сам раздел персонажей и их описание, а также их сэйю.
23 сентября на официальный сайте был добавлен пятый трейлер аниме, а также представила песню к вступительной заставке — «Cross the Line» в исполнении AKINO.
1 октября состоялся выход первой серии аниме Shuumatsu no Izetta.

## Сюжет
Вселенная сериала схожа с Европой времен Второй мировой войны.
В 1939 году Германия развязывает войну, нападая на соседние европейские страны и занимая новые территории. Монархическая Германия — очень жестокая тирания, в которой строятся концлагеря, а правитель обладает абсолютной властью и с легкостью распоряжается судьбами и жизнями своих подданных. Столица рейха, Новый Берлин (Neu Berlin), застроен зданиями, напоминающими архитектуру нацистской Германии, а дворец императора с его огромным куполом похож на спроектированный Альбертом Шпеером Зал Народа.
В 1940 году немцы нападают на малое княжество Эйльштадт (на карте совпадает с княжеством Лихтенштейн, австрийским Тиролем и Форарльбергом), славившееся когда-то плодородной землёй и альпийской водой. Германские войска, беспощадные к мирным жителям, огнём и мечом проходят по завоеванным землям. Изетта, последняя из рода ведьм, вместе с наследницей трона Финой противостоит немцам, напавшим на их родной край.

## Персонажи

### Основные
Изетта (яп. イゼッタ Идзэтта) — главная героиня истории. Последняя представительница ведьм. На протяжении долгих лет путешествовала по Европе вместе со своей бабушкой и старалась всегда скрыть от посторонних глаз свою истинную природу. В детстве дружила с Финой. Благодарная ей за спасение от рук толпы, Изетта беззаветно предана своей подруге и готова положить жизнь за неё и её страну. После окончания войны и лишения всей магии, Изетта выжила, но при этом стала инвалидом.
Сэйю: Химика Аканэя
Фина (Ортфина-Фредерика Эйльштадтская) (яп. フィーネ Фи:нэ) — главная героиня истории. Наследная княжна Эйльштадтская при правлении монарха Рудольфа III. Фина добрая, грациозная и мудрая княжна, получившая признание у дворян и простого народа. Из-за тяжёлой болезни своего отца Фина вместо него сопровождает армию в боях против немецких войск. С детства её связывает с Изеттой нежная дружба, прерванная годами разлуки из-за странствий Изетты по миру.
Сэйю: Саори Хаями

### Жители княжества Эйльштадт
Бьянка (яп. ビアンカ Бианка) — капитан гвардии и телохранитель Фины.
Сэйю: Ая Утида
Джонас (яп. ジョナ Йонас) — солдат армии эльштата
Лотте (яп. ロッテ Роттэ) — личная горничная Фины.
Сэйю: Нао Тояма
Эльвира Фридман (яп. エルヴィラ フリードマン Эрувира Фури:доман) — журналистка, а также личный репетитор Финэ, родом из Соединённых Штатов Америки.
Сэйю: Кана Ханадзава
Зигхард «Зиг» Мюллер (яп. ジークハート ミューラ Дзи:куха:то Мю:ра) — офицер спецслужб княжества Эйльштадт. Советник короля Рудольфа III. Погиб в последней серии от пули одного из германских солдат.
Сэйю: Хироки Такахаси
Ханс Обермайер (яп. ハンス オベルマヤ Хансу Оберумайя) — майор армии Эйльштадта.
Сэйю: KENN
Тобиас (яп. トビアス Тобиасу) — первый телохранитель Фины, сопровождавший её на переговоры в Великобританию. Скончался от огнестрельного ранения, полученного во время перестрелки с германскими солдатами в поезде.
Сэйю: Дзюндзи Мадзима
Герман (яп. ヘルマン Хэруман) — второй телохранитель Фины, сопровождающий её на переговоры в Вестрию. Убит в оперном театре немецкими агентами.
Сэйю: Рётаро Окиаю
Рудольф III (яп. ルドルフ Рудоруфу) — правитель Эйльштадта и отец Фины. Был тяжело болен и скончался в третьей серии.
Сэйю: Тосиюки Морикава
Шнейдер (яп. シュナイーダ Сунаи:да) — генерал эйльшадтской армии, один из членов совета.
Рядовой йомен , юныша пулеметчик принимал участие в 3 серии битва при траёндштате
Погиб в 6 серии
История смерти Йомен шел за водой но подслушал разговор между зигом и Шнейдором убижал но оставил фото своё расказал немецкому агенту который служил в их армии они ушли в лес и он хотел застрелить ёмана но но его настигли солдаты элдштата Зиг подошел к Йомону спросил будет защищать родину Йомен сказал да но Зиг сказал "извини" и убил Йомона
,юноша в войне был пулеметчиком принимал участие в 3 серии битва при траёндштате выжил , в 6 серии погиб

### Германская империя (Третий рейх)
Арнольд Белькман (яп. アーノルド ベルクマン Бэрукуман Анорудо) — майор Вермахта, отвечающий за шпионаж. Главный антагонист. После окончания войны и поражения Германии переехал в США.
Сэйю: Дзюнъити Сувабэ
Риккерт Бистерфелт (яп. リッケルト ビスタフェルト Риккэруто Бисутаферуто) — подчинённый Белькмана, лейтенант германских спецслужб. Убит Бьянкой.
Сэйю: Нанаэ Нацуки
Басслер (яп. バスラー Басура:) — капитан военно-воздушных войск Германии, пилот самолёта Messerschmitt Bf.109.
Сэйю: Ёсимаса Хосоя
Отто (яп. オットー Отт:о) — император Германии и главнокомандующий армией. В конце совершил суицид, не мирясь с поражением.
Сэйю: Коити Ямадэра
Эллиот (яп. エリオット Эриотто) — сын Отто и принц Германской империи.
Сэйю: Хиракава Даисукэ
София (яп. ゾフィー Зофи) — клон Белой ведьмы, созданная учёными Германской империи. Одна из главных противников Изетты. В последней серии была повержена Изеттой.
Сэйю: Сора Амамия

## Список серий
| 1 | Начало войны «Татакай но Хадзимари» (たたかいのはじまり (Der Anfang der Schlacht))                | 1 октября 2016 года  |
| В 1939 году начинается война. По карте видно, что под властью немцев уже находятся страны, соответствующие Чехии и Австрии. Германия вначале захватывает Ливонию - страну на востоке (Польша), далее побеждает западные страны (соответствующие по карте Франции, Голландии, Бельгии и Люксембургу), тем самым расширяя свои границы и земли. Над маленьким альпийским княжеством Эйльштадт нависает угроза нападения немцев. В 1940 году наследная принцесса княжества Фина направляется вместе со своими двумя телохранителями Тобиасом и Германом в нейтральную Вестрию (Швейцария), чтобы встретиться там с британским дипломатом и попросить его о военной помощи и союзе. В поезде, на котором Фина и её спутники едут на переговоры, оказываются немецкие агенты Белькман и Риккерт. Немецкие военные обыскивают поезд и пытаются арестовать принцессу. Фина и её спутники пытаются сбежать от немцев, залезают на крышу, а потом прячутся в грузовом вагоне с загадочной капсулой, в которую заключена таинственная девушка. Принцесса пытается открыть капсулу, но её настигают преследователи - немецкий патруль и секретные агенты. Девушке и её телохранителям удаётся сбежать от немцев, прыгнув с поезда в реку во время пересечения моста. Выбравшись на берег, Тобиас умирает от пулевого ранения, полученного во время стычки с солдатами в поезде. Фина встречается с британским дипломатом лордом Редфордом в театре на опере Моцарта "Волшебная флейта". Во время разговора в ложе дипломату передают известие о нападении Германии на Эйльштадт, и он сообщает, что Великобритания ни чем не сможет помочь ни ей, ни её стране. В это время в ложу театра врываются немецкие агенты, убив её второго телохранителя Германа, после чего берут её в плен. Во время полёта в самолёте неприятеля Фина узнаёт, что её везут в Ной-Берлин в качестве заложницы. В том же салоне оказывается уже знакомая ей капсула. Самолёт трясёт, командир-немец падает на пол, принцесса выбивает у него из рук пистолет, однако один из немцев ранит её выстрелом. В этот момент капсула, потревоженная ею ранее, открывается, освобождая свою пленницу Изетту — последнюю ведьму. Изетта волшебством разрывает самолёт надвое, после чего садится верхом на выпавшее противотанковое ружьё, и ловит раненую Фину. Девушки узнают друг друга, так как в детстве они уже встречались. |                                                                                                   |                      |
| 2 | Шрамы и пушки «Кидзуато то Дзю:сэй» (傷跡と銃声と (Mit Narben und Schüssen))                      | 8 октября 2016 года  |
| После бегства из германского плена Изетту и Фину настигают немецкие истребители, во главе которого стоит капитан военно-воздушных войск Басслер. Используя магические силы, Изетте удаётся отбиться от противника, при этом повредив двигатель самолёта, которым управлял Басслер; он единственный из всего отряда выживает. В это время войско Эйльштадта продолжает оказывать сопротивление германским солдатам. Изетта на своих плечах несёт по лесу раненую Фину и набредает на один из отступающих отрядов, во главе которого стоит майор Ханс, после чего девушек отводят в лагерь и залечивают их раны. Изетта вспоминает свои детские годы, когда она впервые встретилась с Финой, и принцесса узнала о её магическом даре. Юная принцесса подружилась с ней и даже однажды защитила, рискую жизнью, Изетту от толпы крестьян, готовой устроить над юной колдуньей самосуд по подозрению в поджоге. Отряд Ханса оседает в заброшенном особняке, чтобы пополнить провизию и передохнуть перед тем как отправиться в столицу Эйльштадта, где принцессу ожидает её отец и правитель княжества, Рудольф III. Белькман вместе со своим отрядом находит мёртвых немецких солдат, погибших во время крушения того самого самолёта, на котором переправляли Фину и Изетту, после чего принимает решение найти их любой ценой. Изетта заявляет о своём желании помочь Фине и всему Эйльштадту в сражении против германских войск. |                                                                                                   |                      |
| 3 | Небесный меч «Амакакэру Цуруги» (天駆ける剣 (Das Schwert des Himmels))                            | 15 октября 2016 года |
| Фина отвергает предложение Изетты о помощи, так как не хочет больше подвергать её опасности. Войска Германии захватывают приграничные укрепления княжества, крепость Швейцен, и успешно развивают наступление на позиции у Кенненберга. Атака танков армии Эйльштадта захлебывается, немецкие бомбардировщики бомбят позиции эйльштадтских войск у подножия горы. Жителей уже собираются эвакуировать, поскольку надежды удержать позиции почти нет. Несмотря на неравенство сил, эйльштадтсткие войска храбро отбивают атаки благодаря заградительному огню своей артиллерии. Тогда немцы решают ввести в бой пикирующие бомбардировщики, чтобы уничтожить позиции корректировщиков на горе. Изетта, используя старинные рыцарские пики и мечи из древнего замка Кенненберг на вершине горы и свой магический дар, отбивает атаку неприятеля, пронзая бомбардировщики пиками и перевертывая все танки вверх дном. Войска княжества переходят в контратаку, и немцы, напуганные явлением грозной ведьмы, бегут с поля боя. Фина, узнав об этом, с помощью оптического телеграфа оповещает солдат, что им в бою помогает ведьма Изетта. Изетта возвращается к принцессе, где та обнимает её, радуясь её благополучному возвращению из боя. Рудольф III узнаёт, что его дочь теперь в безопасности благодаря Изетте, которую он считает легендарной Белой ведьмой — хранительницей и защитницей Эйльштадта, после чего с улыбкой на лице умирает от мучившей его болезни. Восторженные солдаты приветствуют Фину и Изетту государственным гимном. |                                                                                                   |                      |
| 4 | Секрет ведьмы «Мадзё но Химицу» (魔女の秘密 (Das Geheimnis der Hexe))                             | 22 октября 2016 года |
| Фина и Изетта прибывают в Ландсбрук (Иннсбрук), столицу княжества Эйльштадт, где принцесса узнаёт о кончине своего отца Рудольфа III. Юная ведьма после тяжёлого сражения за Кенненберг просыпается во дворце Фины, где знакомится с её телохранителем Бьянкой и горничной Лоттой. Во время принятия ванны Изетту ранит упавшая ей на голову ваза. В это время командир разбитой у Кенненберга 169-й пехотной дивизии генерал Гросскопф докладывает о провале наступления Отто, императору Германии. Разгневанный император лишает его владений и назначает комендантом нового концлагеря в оккупированной Ливонии. Фина вместе со своими советниками начинает составлять стратегию сопротивления немцам, решаясь положиться на помощь юной ведьмы. Изетта присоединяется к совещанию, где рассказывает совету, что она не всегда может использовать свои способности, а только в тех местах, где присутствует больше всего энергии магического потока, скрывающегося в недрах земли. На совещании принимают решение объявить об Изетте всему миру, представив её публике на коронации Фины. Также Фина знакомит Изетту с журналисткой и её наставницей Эльвирой. Изетта вместе с Бьянкой отправляется в старинный замок, где юная ведьма находит древний зал, таящий секреты Белой ведьмы, в том числе карту магических потоков. Возвращаясь обратно, Бьянка спрашивает колдунью, почему она так хочет помочь принцессе, на что Изетта рассказывает ей историю о том, как в детстве Фина защитила её от гнева крестьян, принявших ведьму за порождение зла. После рассказа о прошлом ведьмы Бьянка обещает помочь Изетте защитить принцессу от германского наступления. Готовясь к коронации, Изетта и Фина встречаются у статуи Белой ведьмы, где ведьма говорит о своём желании спасти от гнёта немцев не только Эйльштадт, но и весь мир. Также она просит Фину, чтобы после окончания войны принцесса подарила всем надежду на новый мир, которому не будут угрожать войны и тираны. Принцесса обещает Изетте воплотить её желание в жизнь, после чего девушки берутся за руки и направляются на коронацию. |                                                                                                   |                      |
| 5 | Ложное чудо «Ицувари но Кисэки» (偽りの奇跡 (Das falsche Wunder))                                 | 29 октября 2016 года |
| В Ландсбруке проходит коронация Фины, где она публично объявляет народу Эйльштадта о наследнице Белой ведьмы — Изетте. Новая правительница делает заявление миру, что любой, кто осмелится напасть на её родной край, познаёт гнев самой Белой ведьмы. В день после коронации, Изетта демонстрирует свой дар перед журналистами, атакуя воздушные силы Рейха. Об этой громкой новости также узнаёт Отто, который в свою очередь приказывает Белькману найти способ вновь захватить ведьму во власть Германии. Сам Белькман обращается к капитану Басслеру, который сталкивался с ведьмой ранее. Басслер рассказывает майору, что её невозможно победить, и что в бою с ней весь его воздушный отряд был уничтожен, однако Белькман делает предположение, что у силы ведьмы не безграничны, решая сосредоточиться на поиске её слабых мест. На собрании совета Фина объясняет Изетте, что мировое прославление волшебства Изетты является частью её плана, направленного на приобретение союзников в войне против Германии. Немцы начинают новое наступление, на этот раз они атакуют через перевал Вейль, лишённый магических сил. Изетта не может поддержать войска волшебством, однако Зиг составляет хитроумный план "психической атаки". Среди наступающих в горах немецких солдат, павших духом после вестей о недавних поражениях, ходят слухи о том, что им противостоит грозная волшебница, но их командир стыдит их, уверяя, что магия осталась в старинных сказках. Изетта находится в рядах эйльштадтских войск на перевале, отказавшись от помощи загримированной под неё дублерши. Передовые отряды эйльштадтцев отступают, заманивая немцев в приготовленную им ловушку. Используя буксируемую самолётом бутафорскую куклу, эйльштадтцы заставляют немцев думать, что Изетта в воздухе. Появление Изетты вызывает восторг и воодушевление в рядах войск княжества. Изетта обращается к немцам с утеса, угрожая им волшебным возмездием. Немцы пытаются в неё стрелять, но не попадают. В это время эйльштадтцы подрывают старинные штольни в недрах окружающих перевал утесов и обваливают скалы на головы немцев. Перевал оказывается перегорожен глыбами, а немцы уверяются в волшебной силе Изетты. Белькман узнаёт о новом поражении войска Германии и решает внедрить шпиона в войско Эйльштадта. Юный рядовой Йонас, принимавший ранее участие в битве за Кенненберг и ставший свидетелем ведьмы, случайно слышит разговор между Зигом и генералом Шнейдером и узнаёт, что Изетта не всемогуща, а её волшебство в последнем сражении было постановкой. Потрясённый Йонас возвращается в лагерь и нечаянно проговаривается немецкому шпиону о том, что у Изетты есть некий секрет. |                                                                                                   |                      |
| 6 | В тихий день.. «Обаякана хи ни» (穏やかな日に (An einem ruhigen Tag...))                          | 5 ноября 2016 года   |
| На следующий день, после недавней битвы с солдатами Германской империи, Изетта, Фина, Бьянка и Лотта проводят время за отдыхом и чаепитием. Фина предлагает им сходить в одно из лучших кафе Ландсбурка поесть вишневого пирога, куда она раньше постоянно сбегала под видом простолюдинки. В это время Басслер и Риккерт прибывают в арсенал в Ной-Берлине, где направляются в 8-й конструкторский отдел, а Белькман, который тоже там находился, в 9-й, чтобы с помощью научных исследований найти слабости Изетты и тем самым направить их против неё самой. Девушки прибывают в кафе, где их вскоре узнают восторженные горожане. Фина даёт обещание, что она вместе с юной ведьмой покончит с войной и вернёт страну к мирной жизни. Зигу становится известно, что солдат Йонас знает секрет Изетты (что она не всегда может использовать свою силу), а благодаря личному шпиону, Кунцу, он узнаёт о том, что в рядах эйльштадтской армии находится немецкий шпион. В это время Изетта и Фина отправляются в Британию, чтобы встретиться там с послами других стран и убедить их заключить союз против Германской Империи. Немецкий шпион в чине унтер-офицера вызывает своего подчинённого Йонаса на разговор, обманом пытаясь выведать у него тайну Изетты, но солдат отказывается говорить; тогда он стреляет Йонасу в ногу, так, что он без помощи вскоре погибнет, но видя твердость солдата, угрожает убить его родственников, которых видел на потерянном солдатом снимке. В этот момент их находят Зиг и Кунц. Шпион бежит, Кунц бросается в погоню за ним шпиона, а Зиг спрашивает Йонаса, готов ли он отдать жизнь за страну, и после утвердительного ответа благодарит его и добивает выстрелом в голову. |                                                                                                   |                      |
| 7 | Согне-фьордская битва «Согунэфюрудо кайсэ» (ソグネフィヨルド海戦 (Die Seeschlacht im Sognefjord)) | 12 ноября 2016 года  |
| Прибыв в Британию, Изетта и Фина встречаются с послами стран Европы, и они заключают союз против Германской империи. Вместе с генералами они в дальнейшем обсуждают план о нападении на гавань Согне-фьорд в оккупированном Германией Норде (Норвегия), и уничтожении прячущегося там авианосца "Драхтенфельс". Фина просит Изетту вернуться живой и невредимой, на что та даёт такое обещание. В это время германские войска готовятся направить свою флотилию в сторону Атлантического океана. На следующий день Изетта на четырехмоторном бомбардировщике ВВС Великобритании отправляется в Согне-фьорд. Она пересаживается на привычное противотанковое ружьё и берёт с собой четыре заколдованные торпеды, однако на подходе к цели обнаруживает, что немецкий флот уже вышел в море. Догнав корабли, юная ведьма тут же попадает в засаду, устроенную Люфтваффе во главе с Басслером, который, в свою очередь, хочет свести личные счёты с Изеттой. Несмотря на огромное превосходство противников и лишение магии на некий промежуток времени, Изетте всё же удаётся уничтожить авианосец и тем самым нанести Вермахту ещё один удар. За происходящим сражением также наблюдал Белькман, что помогло ему обнаружить слабое место юной ведьмы. Таким образом, пожертвовав кораблём, немцы приблизились к разгадке тайны ведьмы. Позже Белькман отправляет Риккерта в известный ему из сказок старинный замок, в подземельях которого скрыта комната, таящая секреты Белой ведьмы Эйльштадта. |                                                                                                   |                      |
| 8 | Жестокая сказка «Дзанкокуна отогибанаси» (残酷なおとぎ話 (Das grausame Märchen))                  | 19 ноября 2016 года  |
| Риккерт прибывает на самолёте к окраине Ландсбрука и десантируется с парашютом. По дороге в замок его подбирают автостопом Бьянка и Лотта, с которыми он знакомится. Риккерт рассказывает свою фальшивую легенду, что прибыл сюда с целью навестить давнего друга по роте, а Лотта, в сопровождении Бьянки, у которой своя миссия от Зига по поиску германского шпиона, отправляется в город, чтобы встретиться со своей старшей сестрой, владеющей одной гостиницей. Прибыв на место, Риккерт пытается выяснить у Бьянки местонахождение старого замка, где таятся секреты Белой ведьмы. Во время разговора он утверждает, что история Белой ведьмы и влюблённого в неё принца, которая однажды спасла ему жизнь, имеет совсем иной, трагический конец, в отличие от известной всем сказки. Бьянка, не веря словам юноши, сразу же впадает в ярость. Изетта и Фина вместе отправляются на бал, устроенный в честь дня рождения лорда Рэдфорда, посла Великобритании. Фина приглашает Изетту на танец, на что та неловко соглашается, однако девушки сталкиваются с замаскированным Белькманом и его воскрешённой Белой ведьмой Софией, созданной немцами на основе найденных останков древней Белой ведьмы. Клон легендарной ведьмы внезапно целует и кусает Изетту, добыв таким образом дающую ей силу кровь, после чего враги скрываются. После бала Редфорд рассказывает Изетте и Фине, что в скором времени прибудут послы других стран, в том числе из США, чтобы заключить полноценный союз. Позже Риккерт находит того самого шпиона, которого так и не смог убить Кунц, после чего они, спрятавшись под днищем телеги с яблоками, отправляются в подвал замка и узнают тайну Белой ведьмы, а также находят карту с местонахождением всего магического потока, благодаря которому Изетта и черпала свои силы. Риккерт с собой несёт пробирку крови Изетты, взятой немцами во время её содержания в плену; эта кровь пробуждает волшебные силы замковой залы, её стены колеблются, и под ноги шпионам выпадает магический камень. Во время осмотра зала их настигают Бьянка и две девушки из гвардии. Шпионы разделяются: Риккерт уводит Бьянку по ложному следу и гибнет от её руки на балконе замка. Другой шпион бежит в лес, но его настигает выстрел девушки-снайпера. Бьянка уверена, что со шпионами покончено, но фотоаппарат, на который снята карта магических потоков, и волшебный камень забирает с трупа прячущийся в лесу третий немецкий агент, незнакомый первым двум старик, переправивший их в замок на телеге. Американский министр иностранных дел пишет письмо президенту с советом объявить войну Германии, однако советует также разгромить Эйльштадт прежде, чем он станет слишком могущественным благодаря волшебству Изетты. |                                                                                                   |                      |
| 9 | Коридор Селлун горит «Дзэрун кайро: моэ» (ゼルン回廊、燃ゆ (Der Sellun-Korridor brennt nieder))   | 26 ноября 2016 года  |
| После визита в Великобританию и заключения союза прошло три месяца. Немцы отступили обратно к границам. Изетта действует на оккупированных Германией землях, помогая партизанам сражаться против захватчиков. Фина говорит Изетте, что даже после окончания войны с Германией вечный мир едва ли наступит, а значит, она не сможет исполнить обещание, которое дала юной ведьме, на что Изетта отвечает, что хочет сейчас защитить Эйльштадт. В это время к главнокомандующему Эйльштадта поступают данные разведки о концентрации немецких войск на ряде направлений. На кенненбергском направлении замечают загадочные боевые машины, которые предположительно могут быть новым оружием против ведьмы. Изетта ожидает нападения немцев в Кенненберге, однако приходят известие, что немцы атаковали на другом направлении - в Селлунском коридоре. Изетта летит туда, но обнаруживает более могущественную соперницу, Софию. София говорит ей, что именно она является той самой легендарной Белой ведьмой Эйльштадта, после чего просит Изетту отступить и не мешать ей наказать людей, когда-то предавших её. Изетта отвергает просьбу Софии, мотивируя это тем, что сделает всё для защиты Фины и всего Эйльштадта. Тогда София отвечает свой Изетте, что тогда она сделает всё, чтобы убить её, после чего обе ведьмы начинают бой. В ходе сражения София берёт верх и побеждает Изетту. София обрушивает град волшебных снарядов на позиции в Селлунском коридоре и Кеннеберге, а поверженную Изетту берут в плен немецкие солдаты. Немецкие войска прорывают фронт и захватывают столицу - Ландсбрук. |                                                                                                   |                      |
| 10 | Стальной молот ведьмы «Мадзё но тэтцуи» (魔女の鉄槌 (Der eiserne Hammer der Hexe))                | 3 декабря 2016 года  |
| После падения Ландсбрука София вместе с Белькманом направляются к императору Отто, где тот повышает последнего до звания подполковника за оказанные услуги, но отстраняет его от руководства операциями с Софией. После отстранения Белькман встречается с Басслером и предлагает капитану воздушных войск занять его место в исследовательских работах, касающихся Софии и Изетты, на что тому с огромными опасениями приходится согласиться, после чего подполковник покидает его. В германском плену тяжелораненая Изетта теряет сознание. Хансу с группой солдат Эйльштадта удаётся пробиться к Изетте и освободить её из плена, после чего оставшиеся солдаты во главе с Финой бегут в альпийские горы и скрываются в убежище, которое много поколений служило укрытием для монаршей семьи. София тем временем продолжает помогать Германской империи в завоевании Эйльштадта, а также участвует в мощной воздушной бомбардировке столицы Британии с применением магических самолётов-снарядов, призванной вывести эту страну из войны. Отто, довольный таким исходом, собирается следующим шагом подчинить себе Волжскую федерацию, несмотря пакт о ненападении 1939 года. Император Германии объявляет, что после полного захвата Европы и Азии он выдвинет все свои войска завоевания Америки. Проходит месяц, с тех пор как Ландсбрук был завоёван Германией. Изетта пробуждается после долгой комы и узнаёт известия о поражении страны. Зиг рассказывает юной ведьме историю о Белой ведьме Софии и о том, как её предала жена принца, отдав на растерзание инквизиции. Также Зиг рассказывает, что он является потомком человека, участвовавшего в аресте Софии. Фина обвиняет себя в том, что не должна была вовлекать свою близкую и дорогую подругу в войну между людьми, даже несмотря на предупреждения бабушки Изетты. Изетта, видя и чувствуя печаль своей единственной подруги, не желает сдаваться и всё ещё хочет покончить с этой войной. Видя решительность ведьмы, Зиг рассказывает Изетте про один способ, которым можно одолеть Софию, после чего отдаёт ей половину того самого камня, который когда то использовала сама Белая ведьма, чтобы защитить Эйльштадт. |                                                                                                   |                      |
| 11 | Финэ «Фи:нэ» (フィーネ (Finé))                                                                    | 10 декабря 2016 года |
| Зиг рассказывает Изетте, что если она воспользуется камнем белой ведьмы, то постепенно будет укорачивать себе жизнь. Немцам удается раскрыть местонахождение бункера, и они решают взять его штурмом. К командиру штурмовой группы при этом присоединяется Белькман. В неравном бою немногочисленные защитники бункера погибают, а оставшиеся в живых во главе с Финой прячутся в одной из комнат. Чтобы заставить их сдаться, немцы расстреливают у них на глазах заложников. Фина соглашается на плен, но в этот момент на помощь приходит Изетта, вооружённая волшебным камнем. Градом кирпичей она уничтожает немецкий отряд, немногочисленные выжившие разбегаются. Арнольд Белькман остается один-на-один с командиром отряда и узнаёт, что по приказу императора его в самом деле должны убить. Однако Белькман успевает первым застрелить собеседника и сдаётся Бьянке. Захваченный в плен бывший офицер Вермахта рассказывает Зигу, что Германия создала магическую бомбу огромной силы и готовится запустить баллистическую ракету с такой боеголовкой на Ландсбрук, чтобы тем самым вынудить прочие страны мира склонить головы перед мощью Германии. Зиг спрашивает Белькмана, почему он вдруг решил предать свою страну, на что тот даёт ответ, что хочет просто выжить. Узнав о плане Отто, Фина решает сдаться, чтобы в дальнейшем не допустить ещё больше жертв и не дать своей подруге умереть, но Изетта сразу же приводит её в чувство и уговаривает продолжить сопротивление. Позже Изетта и Фина совершают ночную прогулку на метле и делятся впечатлениями и переживаниями по отношению друг к другу, в этот раз Изетта первый раз зовёт принцессу по имени. Изетта решает вступить в последнюю схватку с Софией. На следующий день Фина вместе с Зигом, Бьянкой и Белькманом отправляются на мирные переговоры, организованные Отто, которые на самом деле он подстроил, чтобы на них представить мощь ядерной боеголовки. По прибытии к посту Фину и её свиту застаёт Басслер, опознав среди них своего бывшего товарища, Белькмана. Изетта тем временем направляется на встречу с ВВС Германии, которыми руководит София. |                                                                                                   |                      |
| 12 | Изетта «Идзэтта» (ゼッタ (Izetta))                                                                | 17 декабря 2016 года |
| Изетта сталкивается с Софией, после чего между ведьмами начинается сражение. Фине вместе с Бьянкой, Зигом и Белькманом удаётся скрыться от Басслера, после чего Белькман их покидает. Отвлекая внимание германских солдат от Фины и Бьянки, Зиг вступает в перестрелку с ними и увлекает их в погоню за собой по улочкам города, но погибает от пули юного солдата, похожего на убитого им Йонаса: увидев его, Зиг растерялся и не смог выстрелить, солдат же рефлекторно застрелил бегущего на него вооружённого человека. В это время на переговорах сторона Германии раскрывает представителям других стран свой козырь. Они собираются стереть Ландсбрук с лица земли при помощи магической эксениевой (Hexenium) бомбы, чтобы побудить другие страны сдаться. Немецкие учёные уже готовятся запустить ракету с эксениевой боеголовкой с помощью магии другого клона Софии. Тем временен Изетта и София продолжают сражение в небесах, где нынешняя ведьма спрашивают прошлую, почему она так ненавидит страну, которую когда-то защищала. София под конец рассказывает, что именно принц, которого она любила, отдал приказ выдать её инквизиции, так как, находясь при смерти, он полагал, что многие страны рано или поздно захотят уничтожить Эйльштадт, который, по их мнению, во многом их превосходит благодаря ведьме и её магической силе. В это время на совете появляется Фина и заявляет, что Изетта сейчас сражается с Софией и что теперь им ничего не грозит, так как во время сражения Изетта заберёт всю существующую магию на планете, что прекратит существование ведьм навсегда, и она будет последней из них. Фина вспоминает прошлую ночь, когда Изетта попросила принцессу позволить ей в последний раз воспользоваться своей силой, даже если за это придётся заплатить собственной жизнью; тогда Фина с грустью обняла свою близкую подругу и с тяжестью на душе дала ей своё согласие, понимая, что навсегда может потерять свою ведьму. Белькман, находясь в бегах, сталкивается с Басслером, после чего, узнав об истинных целях бывшего товарища, капитан Люфтваффе стреляет в него. Изетта и София забирают всю магию на планете, так что волшебная сила исчезает из созданных немцами запасов бомб и ракет. Клон Софии лишается сил, и уже летящая на Эйльштадт ракета падает. Магические потоки ведьм сталкиваются, в результате чего происходит мощный взрыв, образующий световой луч, восходящий высоко к небесам. София умирает. Узнав об этом, Отто не выказывает падения духа и говорит, что теперь пора вернуться к старым методам завоевания мира. 3 марта 1941 года американская армия высаживается в Европе, а Волжская Федерация разрывает пакт о ненападении и нападает с Востока. Война заканчивается разгромом немцев, и 1 декабря 1941 года объединённые войска союзников штурмуют столицу Германии. Отказавшись принимать поражение, Отто совершает самоубийство выстрелом в голову, что служит окончанием войны. Три года спустя Фина направляется к дому около реки, где она и Изетта познакомились, будучи детьми. Там её встречают Бьянка и Лотта, сопровождающие выжившую Изетту, прикованную к инвалидному креслу после боя с легендарной Белой ведьмой и лишённую магии. |                                                                                                   |                      |

## Критика
Обозревая первые несколько серий, Дэн Барнетт, рецензент сайта UK Anime Network, похвалил аниме-сериал за весьма качественный сеттинг. Он отметил его некоторые общие с недавним Junketsu no Maria элементы, но пояснил, что сходства лишь поверхностные, а произведения достаточно разнятся. Кроме того, критик положительно оценил режиссёрскую работу Масаи Фудзимори и работу сэйю Химики Акэнаи, показывающую достойное исполнение наравне с Саори Хаями, относительно ветераном индустрии. Среди плюсов аниме обозреватель также назвал музыкальное сопровождение и визуальную составляющую. Барнетт дал сериалу оценку 9 из 10.